# Pedro Araújo
Pedro Manuel Martins Araújo (Barcelos, 10 gennaio 1985) è un ex calciatore portoghese, di ruolo difensore.

## Carriera

### Club
È cresciuto nelle giovanili dello Sporting Lisbona; nella stagione 2005-2006 ha esordito nella massima serie portoghese con il Penafiel, successivamente ha giocato con varie squadre della seconda divisione portoghese. Dal 2017 al 2018 ha fatto parte della rosa degli andorrani del Lusitans.

### Nazionale
Ha militato in quasi tutte le nazionali giovanili portoghesi, dall'Under-15 ed Under-21.

## Statistiche

### Presenze e reti nei club
Statistiche aggiornate al 28 novembre 2021.
| Stagione         | Squadra             | Campionato       | Campionato | Campionato | Coppe nazionali | Coppe nazionali | Coppe nazionali | Coppe continentali | Coppe continentali | Coppe continentali | Altre coppe | Altre coppe | Altre coppe | Totale | Totale |
| Stagione         | Squadra             | Comp             | Pres       | Reti       | Comp            | Pres            | Reti            | Comp               | Pres               | Reti               | Comp        | Pres        | Reti        | Pres   | Reti   |
| ---------------- | ------------------- | ---------------- | ---------- | ---------- | --------------- | --------------- | --------------- | ------------------ | ------------------ | ------------------ | ----------- | ----------- | ----------- | ------ | ------ |
| 2003-2004        | Sporting Lisbona B  | SD               | 7          | 0          |                 | -               | -               |                    | -                  | -                  |             | -           | -           | 7      | 0      |
| 2004-2005        | Olivais e Moscavide | SD               | 22         | 0          | CP              | 0               | 0               |                    | -                  | -                  |             | -           | -           | 22     | 0      |
| 2005-2006        | Penafiel            | PL               | 16         | 0          | CP              | 0               | 0               |                    | -                  | -                  |             | -           | -           | 16     | 0      |
| 2006-2007        | Penafiel            | LdH              | 11         | 0          | CP              | 0               | 0               |                    | -                  | -                  |             | -           | -           | 11     | 0      |
| 2007-2008        | Penafiel            | LdH              | 22         | 0          | CP+CdL          | 0+6             | 0               |                    | -                  | -                  |             | -           | -           | 28     | 0      |
| Totale Penafiel  | Totale Penafiel     | Totale Penafiel  | 49         | 0          |                 | 6               | 0               |                    | -                  | -                  |             | -           | -           | 55     | 0      |
| 2008-2009        | Beira-Mar           | LdH              | 29         | 0          | CP+CdL          | 1               | 0               |                    | -                  | -                  |             | -           | -           | 30     | 0      |
| 2009-2010        | Beira-Mar           | LdH              | 20         | 1          | CP+CdL          | 4+3             | 0               |                    | -                  | -                  |             | -           | -           | 27     | 1      |
| Totale Beira-Mar | Totale Beira-Mar    | Totale Beira-Mar | 49         | 1          |                 | 8               | 0               |                    | -                  | -                  |             | -           | -           | 57     | 1      |
| 2010-2011        | Gil Vicente         | LdH              | 7          | 0          | CP+CdL          | 0+2             | 0               |                    | -                  | -                  |             | -           | -           | 9      | 0      |
| 2011-2012        | Trofense            | LdH              | 29         | 3          | CP+CdL          | 2+3             | 0               |                    | -                  | -                  |             | -           | -           | 34     | 3      |
| 2012-2013        | Tondela             | LdH              | 34         | 1          | CP+CdL          | 1+3             | 0               |                    | -                  | -                  |             | -           | -           | 38     | 1      |
| 2013-2014        | Tondela             | LdH              | 9          | 0          | CP+CdL          | 0               | 0               |                    | -                  | -                  |             | -           | -           | 9      | 0      |
| 2014-2015        | Tondela             | LdH              | 41         | 0          | CP+CdL          | 1+3             | 0               |                    | -                  | -                  |             | -           | -           | 45     | 0      |
| Totale Tondela   | Totale Tondela      | Totale Tondela   | 84         | 1          |                 | 8               | 0               |                    | -                  | -                  |             | -           | -           | 92     | 1      |
| 2015-2016        | Penafiel            | LdH              | 21         | 1          | CP+CdL          | 1+2             | 0               |                    | -                  | -                  |             | -           | -           | 24     | 1      |
| 2016-2017        | Penafiel            | LdH              | 19         | 0          | CP+CdL          | 3+0             | 0               |                    | -                  | -                  |             | -           | -           | 22     | 0      |
| Totale Penafiel  | Totale Penafiel     | Totale Penafiel  | 40         | 1          |                 | 6               | 0               |                    | -                  | -                  |             | -           | -           | 46     | 1      |
| 2017-2018        | Lusitans            | PD               | 25         | 1          | CA              | 2               | 0               |                    | -                  | -                  |             | -           | -           | 27     | 1      |
| set.-dic. 2018   | Lusitans            | PD               | 12         | 1          |                 | -               | -               |                    | -                  | -                  |             | -           | -           | 12     | 1      |
| Totale Lusitans  | Totale Lusitans     | Totale Lusitans  | 37         | 2          |                 | 2               | 0               |                    | -                  | -                  |             | -           | -           | 39     | 2      |
| Totale carriera  | Totale carriera     | Totale carriera  | 324        | 8          |                 | 37              | 0               |                    | ?                  | ?                  |             | -           | -           | 361    | 8      |

## Palmarès

### Club

#### Competizioni nazionali
- Campionato portoghese di seconda divisione: 3

Beira-Mar: 2009-2010
Gil Vicente: 2010-2011
Tondela: 2014-2015